# Волокитинський парк
Волокитинський — парк-пам'ятка садово-паркового мистецтва місцевого значення в Україні. Об'єкт природно-заповідного фонду Сумської області. Площа 11 га. Як об'єкт ПЗФ створений 20.06.1972. Розташовується в центральній частині с. Волокитине. Закладений в першій половині XVIII ст. поміщиком Міклашевським. У складі насаджень близько 25 видів дерев та чагарників, серед яких є окремі екземпляри дуба віком понад 300 років, липи, сосни, модрини. У складі Регіонального ландшафтного парку «Сеймський».